# Neadmete cancellata
Neadmete cancellata is een slakkensoort uit de familie van de Cancellariidae. De wetenschappelijke naam van de soort is voor het eerst geldig gepubliceerd in 1887 door Kobelt.